# FA Charity Shield 1966
Lo FA Charity Shield 1966, noto in italiano anche come Supercoppa d'Inghilterra 1966, è stata la 44ª edizione della Supercoppa d'Inghilterra.
Si è svolto il 13 agosto 1966 al Goodison Park di Liverpool tra il Liverpool, vincitore della First Division 1965-1966, e l'Everton, vincitore della FA Cup 1965-1966.
A conquistare il titolo è stato il Liverpool che ha vinto per 1-0 con rete di Roger Hunt.

## Partecipanti
| Squadre   | Qualificazione                           | Partecipazioni precedenti (il grassetto indica la vittoria) |
| --------- | ---------------------------------------- | ----------------------------------------------------------- |
| Liverpool | Vincitore della First Division 1965-1966 | 3 (1922, 1964,1965)                                         |
| Everton   | Vincitore della FA Cup 1965-1966         | 4 (1928, 1932, 1933, 1963)                                  |

## Tabellino
| Arbitro: | Jack Taylor |

|  |           |         |
|  | Marcatori | 9’ Hunt |

### Formazioni
| Everton:        |    |                 |
|                 |    |                 |
| P               | 1  | Gordon West     |
| D               | 2  | Tommy Wright    |
| D               | 5  | Brian Labone    |
| D               | 3  | Ray Wilson      |
| C               | 4  | Jimmy Gabriel   |
| C               | 6  | Gerry Glover    |
| C               | 7  | Alexander Scott |
| C               | 10 | Colin Harvey    |
| C               | 9  | Mike Trebilcock |
| A               | 8  | Alex Young      |
| A               | 11 | Derek Temple    |
| Allenatore:     |    |                 |
| Harry Catterick |    |                 |

| Liverpool:      |    |                  |
|                 |    |                  |
| P               | 1  | Tommy Lawrence   |
| D               | 2  | Chris Lawler     |
| D               | 4  | Tommy Smith      |
| D               | 5  | Ron Yeats        |
| D               | 3  | Gerry Byrne      |
| C               | 7  | Ian Callaghan    |
| C               | 6  | Willie Stevenson |
| C               | 10 | Geoff Strong     |
| C               | 11 | Peter Thompson   |
| A               | 8  | Roger Hunt       |
| A               | 9  | Ian St. John     |
| A disposizione: |    |                  |
| C               | 12 | Gordon Milne     |
| Allenatore:     |    |                  |
| Bill Shankly    |    |                  |